# أرهارد فرايدبيرغ
أرهارد فرايدبيرغ (بالفرنسية: Erhard Friedberg)‏ هو عالم اجتماع نمساوي، ولد في 1942.